# 고종욱
고종욱(高宗郁, 1989년 1월 11일 ~ )은 KBO 리그 KIA 타이거즈의 외야수, 지명타자이다.

## 넥센 히어로즈시절
2011년에 3라운드(전체 19순위) 지명을 받아 입단하였다. 데뷔 첫 해부터 1군에 출전했다. 시즌 54경기에 출장해 2할대 타율, 1홈런, 9타점, 12득점을 기록했다. 시즌 첫 해 3루타를 4개 기록하며 전체 7위를 기록했다. 2011년 시즌 후 일찌감치 상무 야구단에 입대하였다.

## 상무 야구단시절
2013년 9월 25일에 제대했다.

## 넥센 히어로즈복귀
제대 후 10월 21일 오른쪽 어깨 습관성 탈구 수술을 받아 재활 치료를 받았다. 2014년 시즌까지만 해도 발이 빠를 뿐 다른 면에서는 돋보이는 모습이 없었다. 2015년 6월 9일 KIA 타이거즈전에서 3병살타라는 불명예스러운 기록을 남겼지만 2015년 시즌에 모든 면에서 커리어 하이를 기록했다. 2015년 시즌 초반 서건창의 부상으로 인한 공백을 훌륭하게 메꿔줬다.
2016년 5월 1일 SK전에서 5타수 3안타, 6타점으로 맹활약하며 팀의 승리를 이끌었다. 2017년 8월 31일 LG전에서 이동현을 상대로 역전 만루 홈런을 쳐 내며 데뷔 첫 만루 홈런을 기록했고 역전 승을 이끌었다.

## SK 와이번스&SSG 랜더스시절
2018년 12월 7일 당시 넥센 히어로즈 소속이었던 그, SK 와이번스 소속이었던 김동엽, 삼성 라이온즈 소속이었던 이지영과의 삼각 트레이드를 통해 이적하였다. 절차상으로는 먼저 그가 김동엽을 상대로 SK 와이번스로 이적한 뒤 곧바로 이지영이 김동엽을 상대로 넥센 히어로즈로 이적하는 방식으로 진행됐다. 2021년 6월 1일 삼성전에서 우규민을 상대로 끝내기 안타를 쳐 내며 승리를 이끌었다. 2021년 10월 31일에 방출됐다.

## KIA 타이거즈시절
2021년 12월에 입단하였다.

## 별명
- 발이 빨라 우사인 볼트와 그의 성을 합친 '고볼트'[8]라고 불린다.
- 뇌주루를 많이 해 '고뇌뇌'라고 불린다.

## 출신 학교
- 서울역삼초등학교
- 대치중학교
- 경기고등학교
- 한양대학교 생활체육학과

## 통산 기록
| 연도 | 팀명   | 타율  | 경기 | 타수 | 득점 | 안타 | 2루타 | 3루타 | 홈런 | 루타 | 타점 | 도루 | 도실 | 볼넷 | 사구 | 삼진 | 병살 | 실책 |
| ---- | ------ | ----- | ---- | ---- | ---- | ---- | ----- | ----- | ---- | ---- | ---- | ---- | ---- | ---- | ---- | ---- | ---- | ---- |
| 2011 | 넥센   | 0.248 | 54   | 105  | 12   | 26   | 5     | 4     | 1    | 42   | 9    | 7    | 6    | 5    | 0    | 26   | 0    | 0    |
| 2014 | 넥센   | 0.000 | 8    | 12   | 2    | 0    | 0     | 0     | 0    | 0    | 0    | 1    | 0    | 2    | 0    | 4    | 0    | 0    |
| 2015 | 넥센   | 0.310 | 119  | 407  | 81   | 126  | 25    | 4     | 10   | 189  | 51   | 22   | 14   | 25   | 6    | 81   | 10   | 3    |
| 2016 | 넥센   | 0.334 | 133  | 527  | 92   | 176  | 22    | 9     | 8    | 240  | 72   | 28   | 14   | 28   | 5    | 103  | 10   | 1    |
| 2017 | 넥센   | 0.312 | 123  | 426  | 70   | 133  | 24    | 8     | 8    | 197  | 54   | 16   | 4    | 22   | 3    | 92   | 11   | 5    |
| 2018 | 넥센   | 0.279 | 102  | 330  | 47   | 92   | 22    | 0     | 6    | 132  | 54   | 17   | 4    | 15   | 1    | 96   | 2    | 3    |
| 2019 | SK     | 0.323 | 137  | 492  | 76   | 159  | 25    | 7     | 3    | 207  | 56   | 31   | 10   | 18   | 1    | 89   | 5    | 3    |
| 2020 | SK     | 0.283 | 92   | 272  | 24   | 77   | 9     | 3     | 3    | 101  | 26   | 1    | 3    | 14   | 1    | 55   | 3    | 2    |
| 2021 | SSG    | 0.267 | 88   | 180  | 25   | 48   | 5     | 0     | 2    | 59   | 18   | 2    | 3    | 16   | 0    | 30   | 6    | 1    |
| 2022 | KIA    | 0.283 | 62   | 106  | 14   | 30   | 7     | 1     | 2    | 46   | 14   | 1    | 0    | 7    | 0    | 21   | 2    | 0    |
| 2023 | KIA    | 0.296 | 114  | 270  | 35   | 80   | 17    | 0     | 4    | 106  | 39   | 2    | 2    | 14   | 0    | 58   | 3    | 2    |
| 2024 | KIA    | 0.250 | 28   | 32   | 3    | 8    | 2     | 0     | 1    | 13   | 4    | 0    | 0    | 4    | 0    | 6    | 2    | 0    |
| 통산 | 12시즌 | 0.302 | 1060 | 3159 | 480  | 955  | 163   | 36    | 47   | 1331 | 397  | 128  | 60   | 170  | 17   | 661  | 54   | 20   |